# Universidad Nacional de Pusan
Universidad Nacional de Pusan es una de las diez universidades nacionales coreanos emblemáticos y una universidad líder en Corea del Sur. Localizado principalmente en Busan, el nombre de Inglés de la universidad es una traducción de su antiguo nombre de Corea, "Gungnip Pusan Daehakgyo", pero desde entonces ha caído "nacional" de su apodo Coreano.
Continuamente clasificado entre uno de los mejores 500 universidades del mundo por World University Ranking y Clasificación ARWU QS Top Universities, la Universidad Nacional de Pusan es una de sólo diez universidades coreanas clasificados, tanto en la Universidad Mundial ARWU Ranking y QS Top Universities Clasificación en 2010. En QS Top Universities Clasificación 2010, de la Universidad Nacional de Pusan está clasificado en cinco primeros en las ciencias sociales y de gestión, el sexto lugar en la ingeniería y la tecnología, el sexto lugar en las ciencias biológicas y la medicina, y el noveno en las artes y las humanidades [6] entre las universidades coreanas. Universidad Nacional de Pusan es uno de sólo cinco universidades coreanas clasificados en cuatro temas en QS Top Universities Clasificación 2010.
- Wikimedia Commons alberga una categoría multimedia sobre Universidad Nacional de Pusan.